# Петар Радошевић
Петар Радошевић (Врточе, код Петровца, 1902 — Бањалука) био је учесник Народноослободилачке борбе, мајор ЈНА и носилац Партизанске споменице.

## Биографија
Петар Перо Радошевић Ђукић рођен је 1902. године у Врточу (заселак Дулиба), код Петровца, од оца Мијаила и мајке Руже Радановић Цвијетић. Потиче из земљорадничке породице. Одрастао је у вишечланој породици, са оцем, мајком, братом Луком и три сестре. Оца су му одвеле усташе и убиле га на Гаравицама 1941. године. Прије рата, Перо се бавио препродајом стоке. Женио се два пута. Прва жена била му је Коса Латиновић из Врточа. Друга жена била му је Словенка Анчика. Није имао дјеце.
По окупацији Југославије, Перо се укључио у оружани устанак 30. јула 1941. Од првих дана учествовао је у устаничким и герилским акцијама. Почетком рата био је наоружан пиштољем. Као члан посаде на топу, у августу 1941. године, учествује у ослобађању Крњеуше. Учествује и у борбама за ослобађање Бихаћа, као и у обезбјеђивању Саничке жетве. Био је припадник Треће крајишке бригаде. О својим ратним искуствима писао је у зборнику сјећања Петровац у НОБ.
Члан КПЈ постао је 1943. године.
Почетком рата био је припадник врточке чете, односно 2. чете 1. батаљона Треће крајишке бригаде. Припадник Треће крајишке био је до 5. јануара 1943. У рату је обављао више дужности. Почетком рата био је борац у пјешадији, а касније прелази у артиљерце. Рат је завршио као командант артиљеријског дивизиона.
Након рата служио је као официр у ЈНА. Пензионисан је у чину мајора.
Више пута је одликован. Носилац је Партизанске споменице 1941.
Умро је у Бањалуци.